# Manuel Valdés Rodríguez
Manuel Valdés Rodríguez (Matanzas, Capitanía General de Cuba, 9 de julio de 1848 - La Habana, Cuba, 17 de junio de 1914) fue un pedagogo y catedrático cubano que formó parte de una importante corriente de filosofía de la educación de este país de fines del siglo XIX y principios del XX.
Junto a otros intelectuales contemporáneos, como Félix Varela, José de la Luz y Caballero, Enrique José Varona y José Martí, participó en el desarrollo de la denominada Pedagogía científica, también conocida como Teoría pedagógica cubana, que se desarrolló durante las últimas décadas del siglo XIX. Como pedagogo se pronunció a favor de la educación popular e introdujo en la práctica educativa el método explicativo, centrándose en la actividad creativa de los propios estudiantes y en el estudio de las ciencias naturales. El 11 de diciembre de 1897 fue elegido miembro de mérito de la Real Academia de Ciencias de La Habana.

## Obras
Algunas de las obras de su autoría son:[cita requerida]
- El problema de la educación, 1891
- Consideraciones histórico-críticas sobre la enseñanza superior en Cuba, 1896
- Ensayos sobre educación teórica, práctica y experimental, 1898